# Enkidu

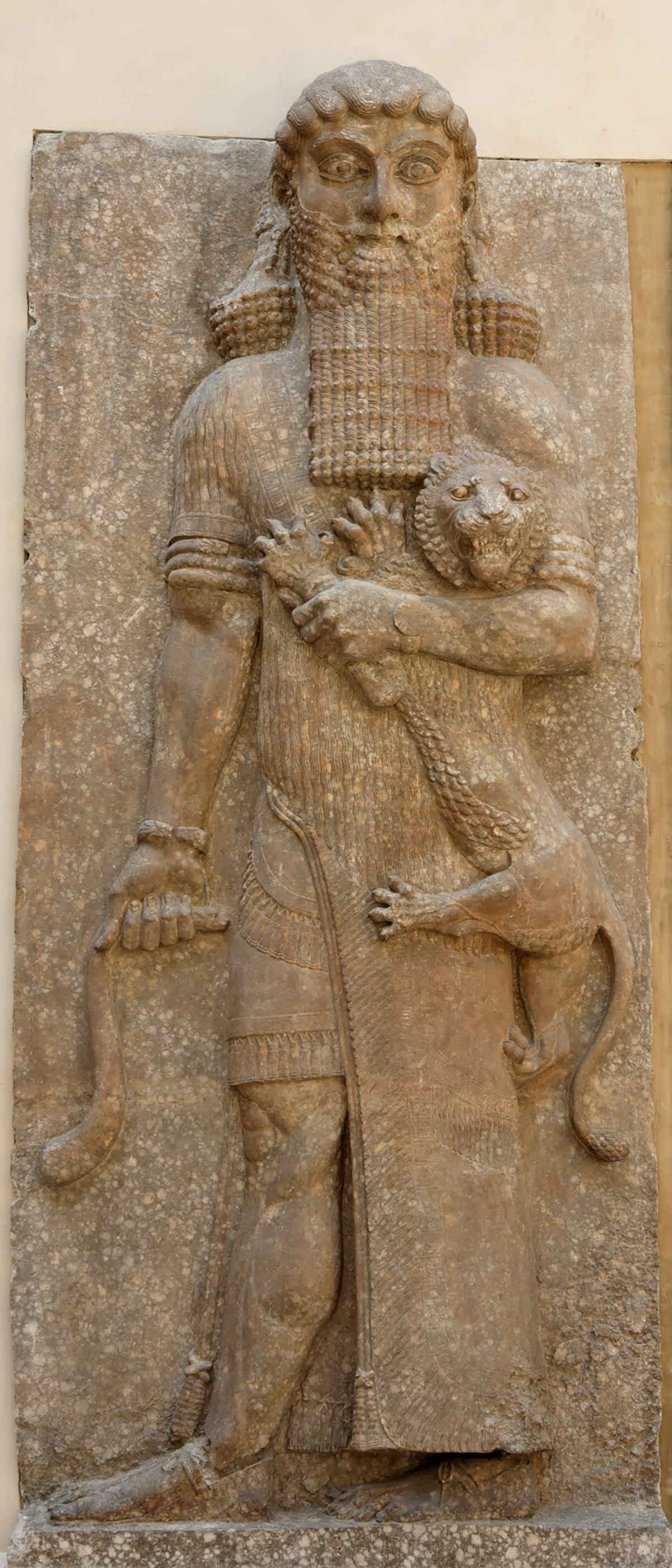
Héros, peut-être Gilgamesh, voire Enkidu, serrant sur son cœur un lion vivant. Bas-relief du palais de Sargon II à Khorsabad, musée du Louvre

Enkidu ou Enkidou est un personnage légendaire de la Mésopotamie ancienne. Acolyte du héros Gilgamesh, il apparaît de ce fait à ses côtés dans ses aventures, en premier lieu l’Épopée de Gilgamesh.

## Nom
Le nom d'Enkidu est sumérien, et généralement écrit dans les textes en cette langue par la séquence de signes en.ki.dùg (ou en.ki.du10). Cela signifie « Seigneur (du) lieu plaisant ». Dans la version standard de l’Épopée de Gilgamesh, en akkadien, en-ki-dù. Dans ce texte, son nom est précédé du signe déterminatif de la divinité (d), ce qui signifie qu'il a été considéré comme un personnage d'essence divine.

## Enkidu dans les récits en sumérien sur Gilgamesh
Enkidu apparaît d'abord dans des textes en sumérien relatant les aventures de Gilgamesh : Gilgamesh et Huwawa et Gilgamesh et le Taureau céleste dans lesquels il aide le héros à vaincre ces créatures, et Gilgamesh, Enkidu et les Enfers, qui se déroule après sa mort, et voit Gilgamesh se rendre aux Enfers pour le rencontrer, ainsi que La mort de Gilgamesh. Il y est en général présenté comme le « serviteur » (ir) de Gilgamesh, son sujet (Gilgamesh est son « roi », lugal). Seul Gilgamesh, Enkidu et les Enfers le qualifie aussi comme son « ami » (ku.li), présentant une relation similaire à celle de l’Épopée, puisque dans ce texte Gilgamesh se lamente après la mort de son ami, qu'il présente comme « mon serviteur favori, (mon) compagnon inébranlable, celui qui me conseille ». Dans La mort de Gilgamesh, le roi agonisant reçoit une vision d'Enkidu, qui y est là aussi défini comme son ami précieux.

## Enkidu dans l’Épopée de Gilgamesh

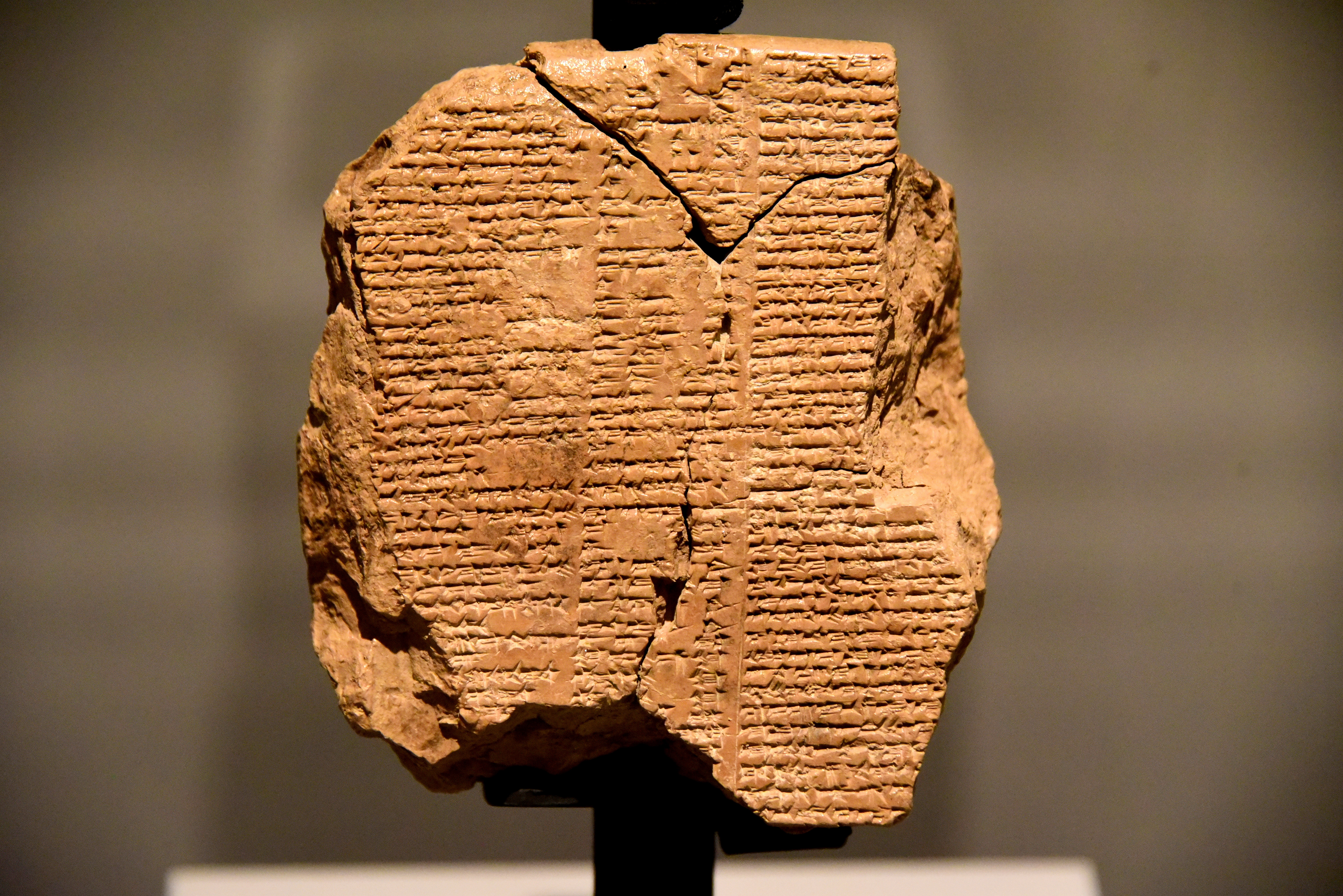
La 5ème tablette de l'Épopée de Gilgamesh, sur laquelle Enkidu est évoqué.

L’Épopée de Gilgamesh, dans sa version la plus ancienne datée de la période paléo-babylonienne (v. 2004-1595 av. J.-C.), développe une biographie complète d'Enkidu, notamment sur sa naissance, absente des textes connus de langue sumérienne, et peut-être reprise d'une autre source non identifiée. Enkidu devient là un personnage à la force fabuleuse créé par les dieux pour rivaliser avec Gilgamesh.
L'histoire de l’Épopée commence par l'évocation de divers méfaits de Gilgamesh, roi d'Uruk, qui suscitent l'exaspération de ses sujets, ce dont les dieux s'émeuvent, décidant alors la création d'Enkidu, façonné à partir d'argile par la déesse Aruru, dans la steppe, en plein monde sauvage. C'est donc un personnage à l'aspect humain mais qui ne connaît rien de la civilisation, vivant au milieu des animaux et se comportant comme eux :
(Et c'est là), dans la steppe,

(Qu')elle forma Enkidu-le-preux.

Mis au monde en la Solitude, 

Aussi compact que Ninurta.

Abondamment velu par tout le corps,

Il avait une chevelure de femme,

Aux boucles foisonnant comme un champ d'épis.

Ne connaissant ni concitoyens, ni pays,

Accoutré à la sauvage,

En compagnie des gazelles, il broutait ;

En compagnie de (sa) harde, il fréquentait l'aiguade ;

Il se régalait d'eau en compagnie des bêtes.
— Tablette I de la version standard de l’Épopée de Gilgamesh, traduction de J. Bottéro.
Au début de l'épopée Enkidu représente donc l'archétype de l'homme sauvage : il vit avec les bêtes sauvages et les protège en détruisant les pièges. Mais ses actions irritent un chasseur. Celui-ci se confie à son père qui lui conseille d'aller trouver le roi Gilgamesh. Celui-ci lui ordonne de partir à la rencontre d'Enkidu accompagné de la courtisane Shamhat. Enkidu est immédiatement séduit :
Quand elle eut laissé choir son vêtement,

Il s'allongea sur elle,

Et elle lui fit, à (ce) sauvage,

Son affaire de femme,

Tandis que, de ses mamours, il la cageolait. 

Six jours et sept nuits, Enkidu, excité,

Fit l'amour à Lajoyeuse (Shamhat) !

Une fois soûlé du plaisir (qu')elle (lui avait donné),

Il se disposa à rejoindre sa harde.

Mais, à la vue d'Enkidu,

Gazelles de s'enfuir,

Et les bêtes sauvages de s'écarter de lui.
— Tablette I de la version standard, traduction de J. Bottéro.
Après six jours et sept nuits passés avec Shamhat, il veut repartir vers sa harde, mais celle-ci le repousse. Enkidu quitte donc la nature pour se tourner vers le monde des hommes : il s'habille, apprend à boire et à manger comme eux, puis par un retournement de rôle devient celui qui veille sur les troupeaux de bergers la nuit face aux animaux sauvages. Shamhat lui fait alors l'éloge de Gilgamesh, qui a reçu deux visions en rêve lui annonçant sa future amitié avec Enkidu. Ils se dirigent donc vers Uruk où Enkidu est alors confronté à un des méfaits du roi, qui tente d'exercer un droit de cuissage lors d'un mariage entre deux de ses sujets : Enkidu s'interpose, et combat Gilgamesh. Les deux adversaires reconnaissent leur valeur respective, et se jurent amitié. Enkidu devient alors l'« ami » (ibru), le fidèle compagnon et conseiller de Gilgamesh, celui qu'il attendait manifestement depuis longtemps. La nature de la relation entre les deux personnages a suscité beaucoup d'interprétations, certains y voyant en filigrane une relation amoureuse.
Enkidu rencontre finalement Gilgamesh, mais la conduite du roi avec son peuple provoque sa colère. S'ensuit un combat titanesque. En fin de compte, chacun reconnaissant en l'autre son égal, les deux héros se jurent une amitié éternelle.
Enkidu a l'occasion de prouver sa valeur en tant qu'acolyte lors des affrontements contre le démon Humbaba dans la forêt de cèdres, puis contre le Taureau céleste libéré à Uruk par la déesse Ishtar vexée d'avoir été éconduite par Gilgamesh. L'issue de ce dernier affrontement porte néanmoins en germe la perte d'Enkidu : il jette à la face de la déesse un cuisseau du taureau, en l’insultant. Après cela, Enkidu voit en songe une assemblée divine décidant de sa mort prochaine. Sa maladie se déclenche devant un Gilgamesh impuissant, qui assiste à sa longue agonie et à sa mort. Il lui organise ensuite des funérailles somptueuses.
Ô chemins (qu'avait pris) Enkidu jusqu'à la Forêt des Cèdres,

Pleurez-le, jour et nuit, sans répit !

Pleurez-le, ô Anciens, parmi les larges rues d'Uruk-les-clos !

Pleure-le, foule (!) qui nous suivait, en nous saluant !

Pleurez-le, passes (?) étroites des régions montagneuses,

Que nous avons escaladées de conserve (?) !

Lamente-le, campagne, comme (si tu étais) sa mère !

Pleurez-le [...] Cyprès et Cèdres,

Entre lesquels, dans notre fureur,

Nous avons fait un carnage (?) !

Pleurez-le, ours, hyènes, panthères, tigres (?), cerfs (et) guépards,

Lions, buffles, daims, bouquetins, grosses et petites bêtes sauvages !

Pleure-le, Ulaia (un fleuve) sacré, aux bords duquel nous nous pavanions !

Pleure-le, Saint Euphrate, 

dont nous faisions couler en libations l'eau (gardée en nos) outres !

Pleurez-le, ô Gaillards d'Uruk-les-Clos, 

Qui nous avez vu combattre et tuer le Taureau-géant !
— Tablette VIII de la version standard, traduction de J. Bottéro.
C'est à la suite de la mort de son compagnon que Gilgamesh prend conscience de sa mort future, et décide de se lancer dans la quête d'immortalité qui occupe le reste du récit de l’Épopée.

## Autres sources
Enkidu n'a pour ainsi dire pas d'existence en dehors des récits relatifs à Gilgamesh. Pour autant que l'on sache, il n'a jamais été un dieu auquel était rendu un culte, et est absent des listes de divinités de l'ancienne Mésopotamie. Il semble apparaître dans une invocation d'époque paléo-babylonienne visant à faire taire un bébé qui pleure, texte qui évoque aussi le fait qu'Enkidu serait tenu pour avoir déterminé les trois veilles permettant la mesure du passage du temps la nuit, apparemment en relation avec son rôle de gardien de troupeau la nuit dans l’Épopée de Gilgamesh.

## Dans la culture contemporaine
- Il apparaît également dans Final Fantasy X-2, cette fois ci en tant qu'animal de la vêtisphère Dresseuse et avec le pseudonyme Daïgoro.
- Il apparaît dans Final Fantasy XII au côté de son fidèle maître, Gilgamesh.
- Il apparaît dans Final Fantasy Xen tant que poulet de couleur verte faisant partie d'une des intrigues des quêtes secondaires du Gentilhomme Détective.
- De nombreuses références à Enkidu et Gilgamesh sont faites dans la série animée Japonaise « Gilgamesh ».
- Dans la série animée Tengen Toppa Gurren Lagann, Enkidu est le nom du premier mécha de Viral.
- Vampire : la Mascarade fait apparaître Enkidu en tant que gangrel; il figure également dans le jeu V:TES.
- Enkidu: chain of heaven est le nom de l'un des Noble Phantasm du Servant Gilgamesh dans la série des Fate/Stay Night.
- Il apparaît en tant que personnage clé dans le jeu mobile Fate/Grand Order ainsi que dans l'adaptation en série animée Fate/Grand Order Absolute Demonic Front: Babylonia.
- Il apparaît aussi dans Fate/Strange Fake en tant que personnage clé.
- Dans Chants d'utopie, deuxième cycle de Brice Bonfanti, le chant XXI de Sumer est consacré à Enkidu en tant que figure de l'hominisation[11].
- Dans le thriller "Opération Némésis\K" de Christophe Corvaisier  (ISBN 979-1031013602), Enkidu désigne une contre-opération menée en Bosnie par le service action de la DGSE pour s'opposer à l'opération Gilgamesh Inc.